# Jervis Bay Airport
De Jervis Bay Airport is de enige luchthaven van het Jervisbaaiterritorium in Australië. De luchthaven is geopend in 1941. In 1945 was de luchthaven de thuisbasis van de Royal Navy Mobile Naval Air Bases. In 1948 werd de luchthaven eigendom van de Koninklijke Australische marine. Sinds 1950 is de luchthaven beschikbaar voor burgerluchtvaart.